# Élections constituantes de 1945 dans l'Yonne
Les élections constituantes françaises de 1945 se déroulent le 21 octobre.

## Mode de scrutin
Les députés sont élus selon le système de représentation proportionnelle suivant la règle de la plus forte moyenne dans le département, sans panachage ni vote préférentiel. Il y a 586 sièges à pourvoir.
Dans le département de l'Yonne, quatre députés sont à élire.

## Élus
Les quatre députés élus sont : 
| Identité         | Parti | Parti |
| ---------------- | ----- | ----- |
| Jean Moreau      |       | UR    |
| Georges Schiever |       | UR    |
| Gérard Vée       |       | SFIO  |
| Prosper Moquet   |       | PCF   |

## Résultats

### Résultats à l'échelle du département
| Parti          | Parti                                          | Tête de liste  | Résultats | Résultats | Sièges | Sièges |
| Parti          | Parti                                          | Tête de liste  | Voix      | %         |        |        |
| -------------- | ---------------------------------------------- | -------------- | --------- | --------- | ------ | ------ |
|                | Républicains indépendants                      | Jean Moreau    | 58 496    | 44,23     | 2      |        |
|                | Section française de l'Internationale ouvrière | Gérard Vée     | 38 442    | 29,06     | 1      |        |
|                | Parti communiste français                      | Prosper Moquet | 34 930    | 26,41     | 1      |        |
|                |                                                |                |           |           |        |        |
| Inscrits       | Inscrits                                       | Inscrits       | 172 268   |           | 4      |        |
| Votants        | Votants                                        | Votants        | 136 252   | 79,09     |        |        |
| Blancs et nuls | Blancs et nuls                                 | Blancs et nuls | 3 984     | 2,92      |        |        |
| Exprimés       | Exprimés                                       | Exprimés       | 132 268   | 97,08     |        |        |